# Грабенштеттен
Грабенштеттен (нем. Grabenstetten) — община в Германии, в земле Баден-Вюртемберг. 
Подчиняется административному округу Тюбинген. Входит в состав района Ройтлинген.  Население составляет 1534 человека (на 31 декабря 2010 года). Занимает площадь 14,53 км².